# Jonathan Greening
Jonathan Greening (født 2. januar 1979 i Scarborough, North Yorkshire, England) er en engelsk tidligere fodboldspiller. Greening begyndte sin karriere i 1996 hos York City, og har også spillet for Manchester United og Middlesbrough, samt Fulham, West Bromwich og Nottingham Forest. Hans favoritplads var som angribende venstresidet midtbanespiller, men han er også i stand til at spille flere andre centrale positioner.